# Lagocephalus
Lagocephalus – rodzaj ryb rozdymkokształtnych z rodziny rozdymkowatych (Tetraodontidae).

## Klasyfikacja
Gatunki zaliczane do tego rodzaju:
- Lagocephalus cheesemanii
- Lagocephalus gloveri
- Lagocephalus guntheri
- Lagocephalus inermis
- Lagocephalus laevigatus
- Lagocephalus lagocephalus – rozdymka sterczel[3], sterczel[3], nadymka[4]
- Lagocephalus lunaris
- Lagocephalus sceleratus
- Lagocephalus spadiceus
- Lagocephalus suezensis
- Lagocephalus wheeleri